# Werkleute (Bund jüdische Jugend)
Die Werkleute, ursprünglich Werkleute. Bund deutsch-jüdischer Jugend, später Werkleute. Bund jüdische Jugend, waren Teil der Jüdischen Jugendbewegung in Deutschland. Sie hatten sich 1932 von den Kameraden abgespalten. Nach Shlomo Erel waren sie „eine Gruppe der großen nichtzionistischen, deutschbetonten Jugendbewegung“, die aber nach der Trennung einen zionistischen Weg eingeschlagen und die Auswanderung nach Palästina angestrebt habe.

## Gründungsgeschichte der Werkleute
Die Geschichte der Werkleute ist eingebettet in die
und vor allem in die
von denen sie sich nach dem letzten gemeinsamen Pfingsttreffen 1932 abgespalten hatten. Neben dem zur gleichen Zeit aus den Kameraden hervorgegangenen Schwarzen Fähnleins, das deutsch-national ausgerichtet war, und der stärker sozialistisch orientierten Freien deutsch-jüdischen Jugend waren die Werkleute diejenigen, die den „Weg von ihrer assimilatorischen Vergangenheit in Deutschland zu einem bewußten Judentum“ gehen wollten, wobei in der Anfangsphase die „Zugehörigkeit zum deutschen Lebensraum […]wie sie durch die historische Entwicklung als unbestreitbare Tatsache gegeben ist“ nicht in Frage gestellt wurde. Erst im April 1933 wurde der Begriff „deutsch“ aus dem Bundesnamen gestrichen und die Errichtung einer eigenen Siedlung in Palästina zum Bundesziel erklärt. Der Verband nannte sich nun Werkleute. Bund jüdische Jugend.
Der Name Werkleute klingt nach Handwerk und könnte den Diskussionen um die Umschichtung entlehnt sein. Tatsächlich aber ist unklar, ob er aus dem Rabbi Tarfon zugeschriebenen Ausspruch: „Nicht liegt es an dir, das Werk zu vollenden, aber du bist auch nicht frei, von ihm abzulassen“ abgeleitet wurde oder aus einem Vers aus Rilkes Stundenbuch: „Werkleute sind wir: Knappen, Jünger, Meister, und bauen dich, du hohes Mittelschiff.“ Allerdings weist Zeev W. Sadmon darauf hin, dass sich die „‚Werkleute‘ von 1932 trotz aller Rückbesinnung auf jüdische Geisteswurzeln als ein später Reflex, ja als eine Filiation der deutschen Jugendbewegung und der Werkleute-Idee [erwiesen hätten], wie sie sich z. B. in so verschiedenen Richtungen wie dem Deutschen Werkbund (1907), dem ‚Bund der Werkleute auf Haus Ny land‘ in Westfalen (1905) und in der Reformpädagogik des Arbeitsunterrichts Georg Kerschensteiners entwickelt hatten“.
Die Werkleute stehen wie die meisten jüdischen Jugendverbände in der Tradition der deutschen Jugendbewegung. Shlomo Erel zitiert dazu den geistigen Führer der Werkleute, den „1908 in Frankfurt an der Oder in einem assimilierten, durch die Inflation verarmten Elternhaus geborenen“ Hermann Gerson: „Wir waren deutsche Wandervögel, Wyneken- und Georgeschüler, Liebhaber der deutschen Kunst; wir hatten unsere innere Befreiung in diesen deutschen Wäldern gefunden, die wir deshalb tief liebten. Wir fühlten uns wirklich zu Hause … Es wird nie etwas geben, was mir die Bachmessen und die Georgegedichte unnötig machte; ich will es gar nicht finden.“ Diesem einen Pol seines Denkens fügte Gerson einen zweiten hinzu, nämlich die „positive Stellung zum geistigen Erbgut des Judentums“. Dazu bezog er sich auf Martin Buber, „als dessen Schüler Hermann Gerson sich verstand“. Nach Jacob Michaeli fand jedoch bereits in den frühen 1930er Jahren eine Verschiebung in der theoretischen Orientierung der Werkleute statt: weg von Martin Buber und Hinwendung zu den Ideen von Ber Borochov. Walter Laqueur bestätigte für die Werkleute aus eigenem Erleben deren Affinität zu den Ideen dieser beiden Denker, bekannte aber für sich: „Für Buber entwickelte ich kein Gefühl, fand wenig Interesse an der Bibel und war nicht gerade überzeugt von den Schriften des Ber Borochow.“
Shlomo Erel zieht die Traditionslinie der Werkleute noch etwas weiter. Im Hinblick auf die zumeist gutbürgerliche Herkunft spricht er von einer „Gruppe verfeinerter Jugendlicher, die ihren Weg über Martin Buber, Gustav Landauer und A. D. Gordon zu der palästinensischen Arbeiterschaft und zum Kibbuz fand. […] Von George und Rilke zu rückenbrechender Arbeit und kibbuzischer Entbehrung – das war ein gewagter Sprung.“ Aus der Sicht des Jahres 1982 und vor dem Hintergrund der damaligen Entwicklung von Hasorea hielt er ihn für geglückt.

## Mitglieder der Werkleute
Bei der Gründung im Jahre 1932 hatten die Werkleute etwa 1.000 Mitglieder und bildeten die größte Nachfolgeorganisation der Kameraden. Wer diese Personen waren, ist nur schwer zu ergründen, da ihre Spuren in der Literatur und im Internet rar sind. In der nachfolgenden knappen Übersicht werden auch die Namen aufgeführt, die in dem Buch Die rettende Kraft der Utopie kurz skizziert werden. Sie gehörten als Werkleute alle zur Gründergeneration des Kibbuz Hasorea.
- Friedrich Altmann, später Josef Amir, gehörte 1933 zum Führungskreis der Werkleute.[9]
- Rudi Baer (* 4. November 1906 in München – 18. November 1998 in Hasorea) gehörte zusammen mit Schaul Ginsberg (Genossar, siehe unten) und Ernst Nehab (Meir Nehab) zu der Ende 1933 nach Palästina aufgebrochenen „Vorhut“ der Werkleute, die später Hasorea gründeten. Er war promovierter Kunsthistoriker, der seine Redakteursstelle beim Propyläen Verlag aufgab, um auf Alija zu gehen.[2]
- Jochanan Ben-Jaacov
- Lotte Dalberg, später Lotte Gammon, besuchte die Malwida von Meysenbug-Schule in Kassel. „Sie trat 1930 in die Schule ein und verließ sie 1934 mit dem Abiturzeugnis. Sie emigrierte nach Palästina. In Deutschland gehörte sie zur deutsch-jüdischen Jugendbewegung "Kameraden", die sich noch vor 1933 in die Gruppe der "Werkleute" (zionistische Tendenz) umwandelte. Diese Gruppe gründete den Kibbuz der Werkleute, heute "Hasorea". Sie lebte bis kurz nach dem Weltkrieg im Kibbuz, ging dann zu ihren Eltern nach Kalifornien (USA), studierte Chemie und wurde Lebensmittelchemikerin.“[10]
- Edith (Koenigsberger) Dietz, geboren in Gießen 1921, trat 1935 den Werkleuten bei, vermutlich in Köln.[11]
- Ruth Durlacher-Horn (* 1918 in Köln) wird in der Yad-Vashem-Dokumentation als Mitglied der Werkleute seit 1928 erwähnt, was wahrscheinlich bedeutet, dass sie bereits Mitglied der Kameraden gewesen ist.[12]
- Schaul Genossar
- Ursel Genossar
- Hermann Gerson, der sich später Menachem Gerson nannte, war der Bundesführer der Werkleute. Seine Rolle wird als „Vordenker“,[2] „Cheftheoretiker“[5] und, leicht ironisch, als „Guru“[1] der Werkleute beschrieben.
- Heinz Grunwald, später Chaim Geron (* 18. November 1918 in Berlin – 2003 in Haifa) war ein Neffe der Pädagogin Clara Grunwald. Er verbrachte seine Schulzeit von 1925 bis 1933 in den Baruch Auerbach’schen Waisen-Erziehungsanstalten für jüdische Knaben und Mädchen in Berlin. Auf Empfehlung von Martin Gerson, eines Freundes seiner Tante, begann er 1933 eine Ausbildung in der Israelitischen Gartenbauschule Ahlem; hier kam er in Kontakt zu Mitgliedern der Werkleute, denen er noch im gleichen Jahr beitrat. Nach Ende seiner Ausbildung 1936 wurde Heinz Grunwald Gartenbaulehrer in den Hachschara-Betrieben Gut Winkel und Ahrensfelde. Im März 1939 wanderte er mit seiner Frau illegal nach Palästina ein, wo er den nach Hasorea zweiten Kibbuz der Werkleute (Kibbuz B) mit aufbauen sollte. Nachdem dieses Vorhaben endgültig gescheitert war, wurde Heinz Grunwald am 1. Februar 1943 im Kibbuz Hasorea aufgenommen.[13]
- Gustav Horn war aktiv in der Kölner Gruppe der Kameraden und überführte diese Gruppe in die Organisation der Werkleute deren Gründungsaufruf er zusammen mit Hermann Gerson unterzeichnet hatte. Er war Sekretär des Hechaluz.[1][14]
- Wilfrid Israel sympathisierte mit den Werkleuten.[15] Gustav Horn attestiert ihm eine enge Bindung: „Wilfrid, der nur widerstrebend, wenn überhaupt, irgendeine organisatorische Verbindung einging, scheute sich nicht, sich dem Kreis der Werleute so eng anzuschließen, dass er von sich aus den Vorschlag machte, […] einen Mitgliedsbeitrag zu zahlen. Nach einer öffentlichen Veranstaltung, bei der die Grundlagen unseres Weges vorgestellt wurden, schrieb Wilfrid: ‚Von einem Zuhörer wurde ich zum Anhänger‘. Es ist jedoch klar, dass für ihn der Akt, ein Anhänger zu werden, nicht bedeuten konnte, sich mit allen Meinungen und Ansichten dieser Gruppe von Menschen zu identifizieren.“[16]
- Lotte Jastrow, verheiratete Lotte Rotholz (* 25. September 1923 in Bad Bentheim – 1943 ermordet in Auschwitz) war als Schneiderin ein eher atypisches Mitglied der Werkleute. Sie emigrierte nicht, sondern wurde als Mitglied der Widerstandsgruppe um Herbert Baum am 10. August 1942 verhaftet und am 10. Dezember 1942 durch den Volksgerichtshof zu einer Strafe von acht Jahren Zuchthaus verurteilt, ihr Mann Siegbert Rotholz zum Tode. „Lotte Rotholz wurde vom Frauengefängnis in der Berliner Barnimstraße zur Strafverbüßung in das Zuchthaus Cottbus gebracht, von hier aus am 12. Oktober 1943 zurück nach Berlin in das Deportationssammellager in der Großen Hamburger Straße überführt und schließlich gemeinsam mit einer anderen Frauen aus der Gruppe um Herbert Baum, Alice Hirsch, am 14. Oktober 1943 mit dem sogenannten „44. Osttransport“ in das Vernichtungslager Auschwitz-Birkenau deportiert. Ihr Todesdatum dort ist unbekannt.“[17][18]
- Walter Laqueur[19]
- Marianne Lasker (* 28. April 1921 in Breslau; † 1952 in Israel) „schloß sich der zionistischen Werkleute-Gruppe an und lernte das Schreinern, gegen den Widerstand der Eltern. Im Sommer 1939 gelang sie nach England, das nur eine Etappe auf dem Weg nach Palästina sein sollte.“[20] Sie begleitete einen Kindertransport nach England und konnte erst nach dem Ende des Zweiten Weltkriegs nach Palästina reisen.[21]
- Eva Marcuse (* 1913, verheiratete Eva Neumark) lebte später in Hasorea.
- Die Gebrüder Erich Jehoshua und Ephraim (Eder) Marx waren beide Mitglieder der Werkleute.[22] Erich Jehoshuas Aktivitäten im Bund sind mehrfach Gegenstand in Leopold Marx’ Buch Mein Sohn Erich Jehoshua.[23]
- Ilse Meyerhof
- Meir Nehab
- Geschwister Neumark
  - Ada Brodsky (geborene Neumark; * 30. Oktober 1924 in Frankfurt (Oder) – † 12. April 2011 in Jerusalem)
  - Eldad Neumark (ursprünglich Alfred Neumark; * 20. Februar 1921 in Frankfurt (Oder) – † 16. Mai 2010 in Israel)[24]
- Lore (Zimels) Sieskind, geboren 1920 in Berlin, war in der Widerstandsbewegungen in den Niederlanden aktiv. Die Yad-Vashem-Dokumentation führt sie als Mitglied der „Hashomer Hazair (Werkleute – Bund Juedischer Jugend), 1932“, was keine eindeutige Zugehörigkeit belegt.[25]
- Irene Spicker, später Irene Awret
- Ernst Stillmann gehörte 1933 zum Führungskreis der Werkleute.[9]
- Arnon Tamir wurde 1917 in Stuttgart als Arnold Siegried Fischmann geboren. Er hatte schon als Schüler Kontakt zu den Werkleuten und brach 1933 das Gymnasium ab, um in Vorbereitung auf die Auswanderung nach Palästina eine Gärtnerlehre zu beginnen. Darüber und über seinen späteren Neubeginn in Hasorea berichtet er in seinem Buch Eine Reise zurück (siehe unten).
- Jacob Toury
- Mara Vishniac, die Tochter des Fotografen Roman Vishniac, war 1937 als fast elfjährige Mitglied in der Gruppe der „Jüngeren“ Mitglied der Werkleute geworden.[26]
- Ulla Weiler (* 1920 in Berlin) lebte in Palästina unter dem Namen Ilana Michaeli. Der Vater Arzt, die Mutter Kindergärtnerin und Sprechstundenhilfe, lebten in engem Kontakt zum Großvater mütterlicherseits, zu dem sich auch Ulla sehr hingezogen fühlte. Zusammen mit diesem verwitweten Großvater, der ebenfalls Arzt war, feierte die Familie die jüdischen Feste. „Man war sich durchaus bewußt, Jude zu sein, das heißt, man hat eben die Feiertage eingehalten.“[27]
 Ulla besuchte das von Susanne Charlotte Engelmann geleitete Viktoria-Oberlyzeum und kam 1931 zu den Kameraden. Nachdem ein Jahr später ihr Vater mitbekommen hatte, dass die Gruppenleiterin die zwölfjährige Ulla mit kommunistischen Ideen zu beeinflussen versuchte, musste sie die Gruppe verlassen und ohne direkten Kontakt zur Jugendbewegung leben. 1933 fand sie dann den Weg zu den Werkleuten: „Die Gruppe, die wir in den ›Werkleuten‹ hatten, war nachher ein sehr wichtiger und bestimmender Faktor in meiner Erziehung, in meinem Wesen. Es waren einige Mädchen aus der Klasse dabei, und nachher waren wir elf Mädchen aus den verschiedensten Kreisen, hauptsächlich mittelbürgerlich; aber wir hatten auch ein Mädchen aus einer proletarischen Familie aus dem Wedding dabei. Und das war der Kreis von Menschen, in dem ich meine Kinder- und Jugendjahre nachher verlebt habe.“[28]
Susanne Charlotte Engelmann, die jüdische Direktorin des Viktoria-Oberlyzeums, musste 1933 die Schule und den Staatsdienst verlassen. Auch die meisten jüdischen Schülerinnen verließen die Schule, Ulla Weiler, der die Veränderungen des Schulklimas sehr gut in Erinnerung geblieben sind, war bald die einzige jüdische Schülerin der Schule.[29]
Wie lange Ulla Weiler noch auf der Viktoria-Schule blieb, ist nicht bekannt. Sie hat in der zweiten Hälfte der 1930er Jahre eine Hachschara auf Gut Winkel durchlaufen und im Anschluss daran in einem Wohnheim für jüdische Mädchen in Oberschlesien gearbeitet. 1939 wanderte sie nach Palästina aus und fand Arbeit in Hasorea. Ihren Eltern war bereits ein Jahr vorher die Flucht nach Palästina gelungen.[8]
- Ruth Wertheim (später Ruth Baer) war wie Lotte Dalberg (siehe oben) Schülerin der Malwida von Meysenbug-Schule in Kassel, und zwar 1928 von der Quinta an bis zur Unterprima im Jahre 1934. Sie verließ die Schule, weil für sie als Jüdin keine Aussicht mehr bestand, zum Abitur zugelassen zu werden. Für ein halbes Jahr sie auf eine Haushaltsschule und besuchte seit „etwa 3 Jahre den Nachmittagsunterricht der jüdischen Gemeinde, da ich aus einem sehr assimilierten Haus kam und plötzlich erkannte, daß ich Jüdin bin, ohne zu wissen, was Jude sein bedeutet. Dort lernte ich hebräisch lesen und etwas jüdische Geschichte und Gebete. Ich war ab 1933 Mitglied im ‚Hechaluz‘ und einem jüdischen Jugendbund ‚Werkleute‘, wo ich auch sehr aktiv als Führerin Gruppen leitete. [Die haben] mir die Leere ersetzt und einen neuen Lebensinhalt gegeben. Ich wollte am liebsten nach Palästina gehen, aber meine Mutter bestand darauf, daß ich erst einmal nach England gehe, um die Sprache zu lernen, und dort ermöglichten es mir Verwandte, eine Ausbildung als Kindergärtnerin und Montessori-Lehrerin zu haben, was mir auch später im Leben sehr geholfen hat.“[10] Ruth Wertheim konnte 1938 von England aus mit einem Kapitalisten-Zertifikat nach Palästina reisen und ein Jahr später mit einem Kategorie-D-Zertifikat ihre Mutter nachholen. In Palästina studierte sie Englisch und arbeitete danach als Englischlehrerin. 1941 heiratete sie und wurde Mutter von zwei Töchtern. Doch in einem Brief vom 31. März 1983 bekannte sie: „Leider haben wir hier keine friedliche neue Heimat gefunden, und ich fürchte sehr für die Zukunft meiner Familie.“ Sie lebte in Haifa.[10]
- Helene Westphal, später Leni Yahil (* 27. Juni 1912 in Düsseldorf – † 2007 in Israel), wurde „mit der Gründung der ‚Werkleute‘ […] in die Bundesleitung gewählt. Sie hatte erzieherische und organisatorische Aufgaben, besuchte häufig Ortsgruppen, war oft auf Reisen und betätigte sich auch journalistisch, indem sie ihren Anschauungen in den Bundesländern Ausdruck gab. Sie unterzeichnete, zusammen mit Hermann Gerson (als Bundesführer) und Gustav Horn (als Mitglied der Bundesleitung) am 4. August 1932 die Erklärung über das Bundesziel der ‚Werkleute‘.“[4]

## Kibbuz Hasorea
Ernst Nehab bezeichnete den 1. April 1933, den Tag des Judenboykotts, als den endgültigen Wendepunkt in der Geschichte der Werkleute. Bis dahin habe die Auffassung geherrscht, sie könnten und müssten ihre Ziele in Deutschland verwirklichen. Mit dem Judenboykott aber habe sich schlagartig gezeigt, dass es für die Werkleute keine Zukunft mehr in Deutschland gäbe. Der 1. April 1933 war ein Samstag, und Nehab fuhr noch am gleichen Wochenende zu seinen Eltern in Frankfurt (Oder), um diese von seinem Entschluss zu unterrichten.
Ende 1933 reiste dann eine erste Gruppe von zehn Werkleuten nach Palästina ab. Wie Nehab auch (siehe Oben) kamen sie alle mit einem Kapitalistenzertifikat nach Palästina, und da die meisten von ihnen zuvor keine Hachschara durchlaufen hatten, verteilten sie sich auf mehrere Kibbuzim, um dort die praktische Ausbildung nachzuholen.

„Sie waren die ›Vorhut‹ der »Werkleute«, dazu bestimmt, erste organisatorische Kontakte zu knüpfen, und sich auf ihr Leben als Landarbeiter im Kibbuz vorzubereiten. Sie fühlten sich nicht als Olim, die nur wegen einer äußeren Notiage oder aufgrund des politischen Druckes in Nazideutschland nach Palästina auswanderten: Sie reisten als Chaluzim und wussten sich den zukünftigen Anforderungen gewachsen. Wie hieß es bei Hermann Gerson: »Wir werden neue Aufgaben haben, dort aber alle Waffen in der Hand haben.«
Zu diesen ›Waffen‹ gehörte vor allem jenes jüdische Wissen, das sich die Mitglieder der »Werkleute« bei den gemeinsam gefeierten jüdischen Festen, in den Bibel- und Hebräischkursen sowie durch ihre Beschäftigung mit der Geschichte der deutschen Juden und der jüdischen Aufklärung neu erworben hatten. Den darin erkannten kulturellen Werten wollten sie in dem jüdischen Gemeinwesen Palästinas eine eigene Gestalt verleihen, wobei ihre Praxis von den Grundwerten ihres Bundes bestimmt sein sollte: vom »Willen zur Gemeinsamkeit« und vom »dialogischen Wollen«.
Die Mitglieder des Bundes galten als die »Besten der jüdischen Jugend in Deutschland«.“

Im Dezember 1935 fand eine Landzuweisung an die inzwischen zahlreicher gewordenen Einwanderer in der Jesreelebene zwischen Haifa und Megiddo statt, worauf dort im April 1936 das Kibbuz Hasorea offiziell gegründet wurde. Insgesamt emigrierten bis 1936 etwa 200 der ungefähr 1200 Mitglieder nach Palästina, weitere 400 hatten sich in Hachschara-Kursen auf die Emigration vorbereitet. Bis zum Ausbruch des Zweiten Weltkriegs konnten fast alle Mitglieder der Werkleute aus Deutschland ausreisen, die jüngeren Kinder mit den Kindertransporten nach Großbritannien und in die Niederlande, die ältere Jugendlichen nach Palästina.